# Geocoris ater
Geocoris ater är en insektsart som först beskrevs av Fabricius 1787.  Geocoris ater ingår i släktet Geocoris, och familjen fröskinnbaggar. Enligt den finländska rödlistan är arten starkt hotad i Finland. Arten är reproducerande i Sverige. Artens livsmiljö är torra gräsmarker.